# Algebra alternatywna
Algebra alternatywna – algebra, w której mnożenie nie musi być łączne, ale tylko alternatywne. Czyli
- {\displaystyle x(xy)=(xx)y}
- {\displaystyle (yx)x=y(xx)}

dla dowolnych {\displaystyle x,y} należących do algebry. Każda algebra łączna jest w sposób trywialny alternatywna, ale są nimi także pewne ściśle niełączne algebry, takie jak oktoniony. Z kolei sedeniony nie są alternatywne.

## Literatura
- Richard D. Schafer: An Introduction to Nonassociative Algebras. Nowy Jork: Dover Publications, 1995. ISBN 0-486-68813-5. Brak numerów stron w książce